# Strangalia linsleyi
Strangalia linsleyi là một loài bọ cánh cứng trong họ Cerambycidae.